# 阿亞希山
32°28′40″N 04°55′37″W / 32.47778°N 4.92694°W

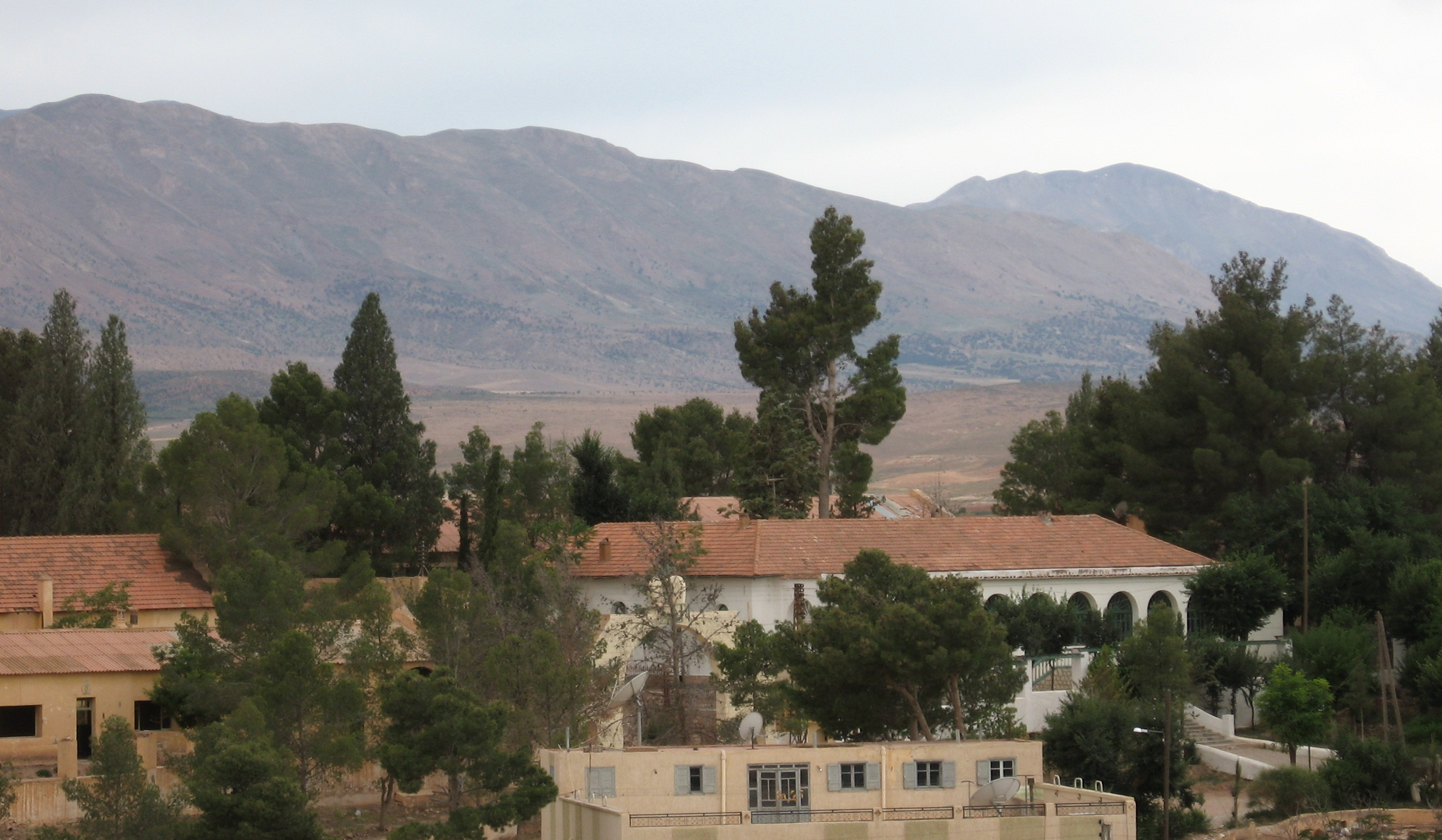

阿亞希山是摩洛哥的山峰，位於該國中部德拉-塔菲拉勒特大區，處於米德勒特省，屬於阿特拉斯山脈的一部分，海拔高度3,757米，是胡兀鷲的棲息地。